# Trottsjön
Trottsjön är en sjö i Uppsala kommun i Uppland och ingår i Skeboåns huvudavrinningsområde.